# John Burke (politiker)
John Burke, född 25 februari 1859 i Keokuk County, Iowa, död 14 maj 1937 i Rochester, Minnesota, var en amerikansk demokratisk politiker. Han var den tionde guvernören i delstaten North Dakota 1907–1913. Han tjänstgjorde som USA:s skattmästare, Treasurer of the United States, 1913–1921.
Burke studerade juridik vid University of Iowa och flyttade sedan till Dakotaterritoriet. Han arbetade från och med 1889 som domare i Rolette County i North Dakota.
Burke efterträdde 1907 Elmore Y. Sarles som guvernör och efterträddes 1913 av L.B. Hanna. Under sina sex år som guvernör företrädde Burke en utpräglat progressiv linje och tjänstgjorde sedan i åtta år som skattmästare på USA:s finansdepartement. Han tillträdde 1924 som domare i North Dakotas högsta domstol.
Unitarien Burke gravsattes på Saint Marys Cemetery i Bismarck. En staty av Burke finns i National Statuary Hall Collection i Kapitoliumbyggnaden och Burke County i North Dakota har fått sitt namn efter honom.